# Placência
Placência ou Placença (em italiano: Piacenza) é uma comuna italiana da região da Emília-Romanha, com cerca de 99 150 habitantes. Estende-se por uma área de 118 km², tendo uma densidade populacional de 806 hab/km². Faz fronteira com Calendasco, Caorso, Caselle Landi (LO), Corno Giovine (LO), Gossolengo, Gragnano Trebbiense, Podenzano, Pontenure, Rottofreno, San Rocco al Porto (LO), Santo Stefano Lodigiano (LO).

## História
Placência era conhecida como Placentia durante o período romano. Nas vizinhanças de Placência, às margens do rio Trébia, ocorreu, em dezembro de 218 a.C., a Batalha do Trébia, na qual os cartagineses venceram os romanos.[carece de fontes?]
Placência e a sua região integraram o Ducado de Parma e Placência que acabou por integrar-se ao Reino de Itália em 1859, durante o processo da unificação italiana.[carece de fontes?]

## Demografia
| Variação demográfica do município entre 1861 e 2011                               |
|                                                                                   |
| Fonte: Istituto Nazionale di Statistica (ISTAT) - Elaboração gráfica da Wikipedia |